# Лауске (Вайсенберг)

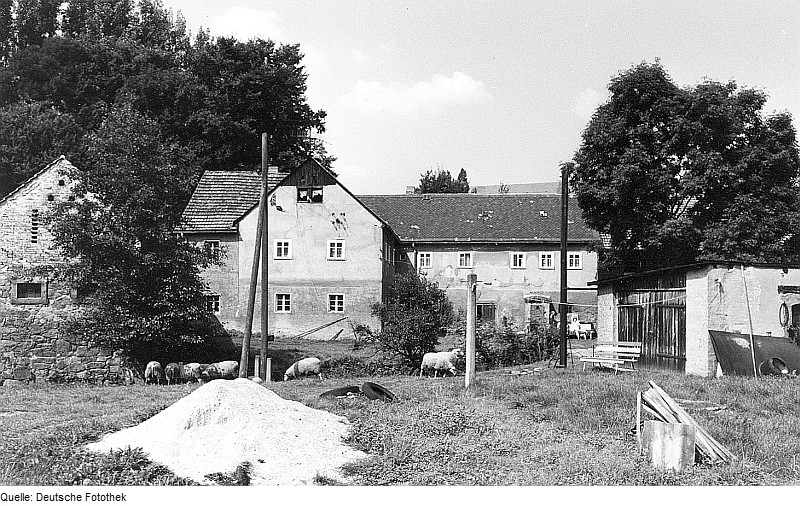
Мельница

Ла́уске или Луск (нем. Lauske; в.-луж. Łuskо файле) — сельский населённый пункт в статусе городского района Вайсенберга, район Баутцен, федеральная земля Саксония, Германия.

## География
Населённый пункт находится на юге городских границ Вайсенберга на обоих берегах Котицер-Вассер, славянское наименование — Ко́толка (нем. Kotitzer Wasser, в.-луж. Kotołka) примерно в тринадцати километрах восточнее Баутцена на северной границе биосферного заповедника «Лаускер-Скала». На западе от деревни находится холм Нусберг (Nußberg) высотой 206 метров.
На юге деревни проходит административная граница между Вайсенбергом и коммуной Хохкирх. Через деревню с севера на юг проходит автомобильная дорога K7230 (Котецы — Чорнёв) и с востока на запад — автомобильная дорога K7227 (Жарки — Родецы).
Соседние населённые пункты: на севере — деревня Котиц, на северо-востоке — деревня Зерка, на юге — деревня Чорна коммуны Хохкирх и на западе — Родевиц коммуны Хохкирх.
Серболужицкий натуралист Михал Росток в своём сочинении «Ležownostne mjena» упоминает земельные наделы в окрестностях деревни под наименованиями: Rjekwej, Nětošća, Harta, Klamerca, Słónca, Hrodźiško, Husaŕka, Wužłobje, Hłuboćicy, Stare krjo, Sypošće, Podleńc, Róžowa, Młynowy, Rynawka, Sćeŕbowka.

## История
Впервые упоминается в 1445 году под наименвонием «Lußk». С 1957 по 1994 года входила в коммуну Котиц. В 1994 году деревня в результате муниципальной реформы вошла в границы Вайсенберга в статусе отдельного городского района.
В XVII веке в деревне была построена усадьба, принадлежавшая графскому роду фон Герсдорф, затем она перешла в собственность роду фон Родевиц (von Rodewitz). 8 сентября 1707 года в усадьбе останавливался шведский король Карл XII во время своего путешествия по Саксонии. В 1770 году поместье купил Готлиб Вильгельм фон Бресслер (Gottlieb Wilhelm von Bressler), который перестроил усадьбу и заложил парк в «Лаускер-Скала». В поместье помимо Лауске также входили деревни Ностиц, Зерка и Котиц. В 1932 году поместье перешло в собственность акционерного общества «Katz & Naismann».
В настоящее время деревня входит в состав культурно-территориальной автономии «Лужицкая поселенческая область», на территории которой действуют законодательные акты земель Саксонии и Бранденбурга, содействующие сохранению лужицких языков и культуры лужичан.
Исторические немецкие наименования:
- Lußk, 1445
- Lusk, 1454
- Laußgk, 1475
- Lausk, 1534
- Lauske b. Löbau, 1875

## Население
Официальным языком в населённом пункте, помимо немецкого, является также верхнелужицкий язык.
Согласно статистическому сочинению «Dodawki k statisticy a etnografiji łužickich Serbow» Арношта Муки в 1884 году в деревне проживало 322 жителей (из них — 277 лужичанина (86 %)).
Лужицкий демограф Арношт Черник в своём сочинении «Die Entwicklung der sorbischen Bevölkerung» указывает, что в 1956 году при общей численности в 227 жителей серболужицкое население деревни составляло 43,2 % (из них 69 взрослых владели активно верхнелужицким языком, 9 взрослых — пассивно; 20 несовершеннолетних свободно владели языком).
| 1834 | 1871 | 1890 | 1910 | 1925 | 1939 | 1946 | 1950 | 2011 | 2016 |
| ---- | ---- | ---- | ---- | ---- | ---- | ---- | ---- | ---- | ---- |
| 298  | 308  | 295  | 224  | 235  | 221  | 273  | 280  | 165  | 139  |